# Eddie Van Halen

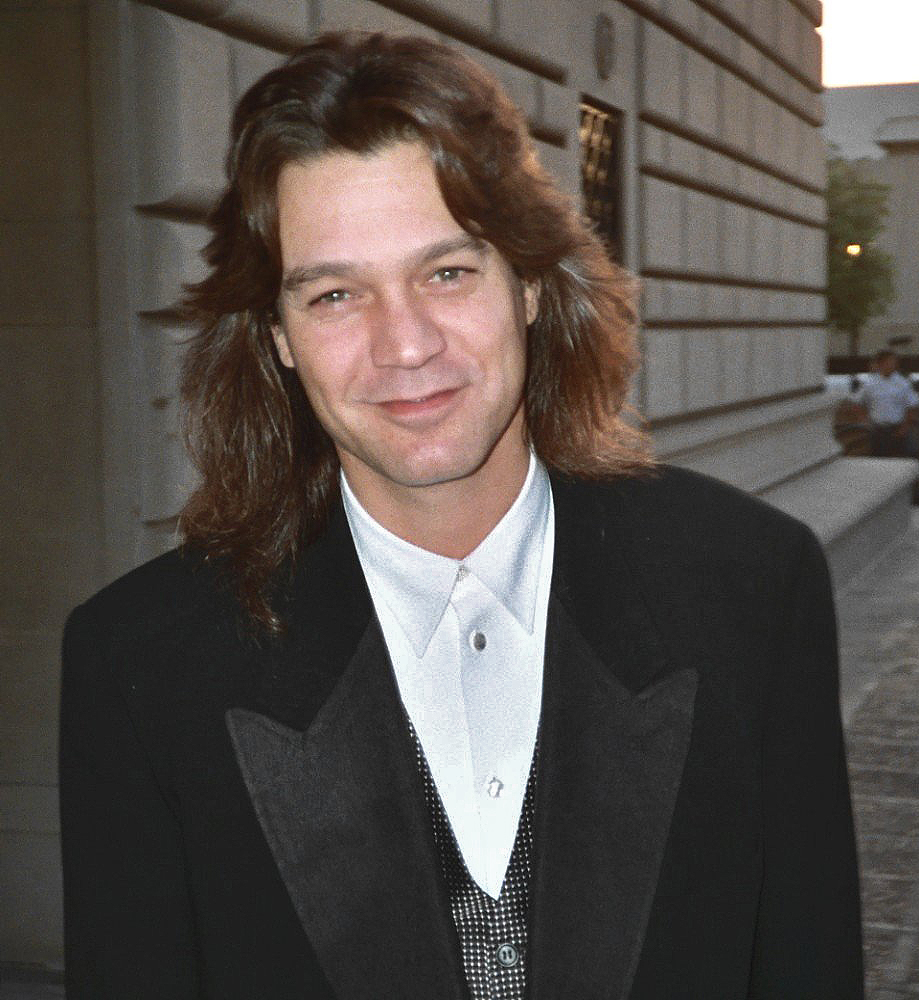
Eddie Van Halen la Premiul Emmy din 1993

Edward Lodewijk "Eddie" Van Halen (n. 26 ianuarie 1955, Nijmegen, Gelderland, Țările de Jos – d. 6 octombrie 2020, Santa Monica, California, SUA) a fost un chitarist și textier american de origine neerlandeză.
A fost conducătorul și cofondatorul, împreună cu fratele său, Alex Van Halen, al grupului hard rock Van Halen care îi poartă numele.
În 2011, revista Rolling Stone îl situează pe poziția a opta dintre cei mai buni 100 de chitariști. Mai mult, publicația „Guitar World” îl plasează pe primul loc în ierarhia mondială.
Printre elementele sale de virtuozitate și de originalitate se numără și acel tapping care constă într-o mișcare specifică a mâinii stângi pe manșa chitarei, în timp ce cu dreapta execută în mod continuu nota muzicală respectivă. Acest element novator este celebru în piesa Eruption.
Fiul său, basistul Wolfgang Van Halen, este un alt component al grupului Van Halen începând cu 2006.